# Gruta de Sarawak
La gruta o cámara de Sarawak  es la cámara subterránea conocida más grande del mundo, localizada en la isla de Borneo, en el complejo de cuevas de Gua Nasib Bagus (cuevas de la Buena Suerte), en el parque nacional Gunung Mulu. Administrativamente está localizada en el homónimo estado de Sarawak, en Malasia.
Tiene 700 m de longitud, 400 m de anchura y, por lo menos, 70 m de altura, y se estima que tiene tres veces el tamaño de la Big Room del parque nacional de las Cavernas de Carlsbad, en Nuevo México, que entonces se pensaba era la mayor cámara subterránea. Su volumen se comprobó mediante escaneo láser en 2011.

## Descubrimiento
La cámara fue descubierta en enero de 1981 por tres espeleólogos británicos, Andy Eavis, Checkley Dave y Tony White, en el marco de la Expedición Mulu'80.  La historia de cómo se descubrió se cuenta en los libros  Underground Worlds  [Mundos subterráneos] y Giant Caves of Borneo [Cuevas gigantes de Borneo].
Para llegar a la cámara de Sarawak, se debe seguir un río aguas arriba desde la entrada de la cueva. Este largo pasaje tiene un techo de hasta 60 metros de altura, y puede requerir un poco de natación y una travesía a lo largo de una cornisa. El parque nacional organiza visitas acompañadas.

## Geología y formación
La cámara se formó por la acción de dos procesos principales: la elevación del suelo, que se produjo entre 2 y 5 millones de años, y la erosión de la piedra caliza y otras rocas provocada por la alta pluviosidad que se da en los bosques de los alrededores.

## Ficción
La sensación de agorafobia experimentada por uno de los descubridores se relata en la novela House of Leaves.